# Arturo Pellerano Alfau
Arturo Joaquín Pellerano Alfau (* 1864; † 18. Februar 1935 in Santo Domingo) war ein dominikanischer Kaufmann und Journalist.
Pellerano gründete am 1. August 1889 die Zeitschrift Listín Diario Marítimo. In dieser wurden zunächst Informationen über die Ankunft und Abfahrt von Schiffen im Hafen von Santo Domingo, Berichte über Persönlichkeiten des öffentlichen Lebens, die in die USA oder nach Europa reisten oder von dort zurückkehrten, und Ähnliches veröffentlicht. Als Listín Diario wurde sie zur wichtigsten Zeitung der Dominikanischen Republik.
Bestrebt, die Unabhängigkeit seiner Zeitschrift zu erhalten, wurde er in der Zeit der Diktatur Ulises Heureaux’ mehrfach inhaftiert. Zwischen 1916 und 1924 wandte er sich gegen die amerikanische Besatzung der Dominikanischen Republik. Danach zählte er zu den Unterstützern des Präsidenten Horacio Vásquez, der 1930 durch einen Staatsstreich entmachtet wurde. Nach seinem Tod übernahm sein Sohn Arturo Pellerano Sardá die Leitung des Listín Diario.